# Paralelo 71 S
O Paralelo 71S é um paralelo no 71° grau a sul do plano equatorial terrestre.

## Dimensões
Conforme o sistema geodésico WGS 84, no nível de latitude 71° S, um grau de longitude equivale a 36,35 km; a extensão total do paralelo é portanto 13.086 km, cerca de 33 % da extensão do Equador, da qual esse paralelo dista 7.881 km, distando 2.121 km do polo sul.

## Cruzamentos
O paralelo 71 S cruza terra firme da Antártica em pouco menos da metade de sua extensão, em 9 trechos separados. A outra metade do fica sobre o Oceano Antártico.